# 登陸之日
《登陸之日》（韓語：마이웨이，又名《我的征途》）是一部2011年末上映的日本、韓國合拍電影。由姜帝圭執導，張東健、小田切讓与范冰冰主演，韓國CJ Entertainment及日本東映株式會社攝製并發行。

## 剧情介绍
朝鮮日治時期的京城（今首爾），朝鲜少年金俊殖（張東健飾）是一名清貧的人力車伕，日本少年長谷川辰雄（小田切讓飾）則出身自富有的军人家庭。两人幼年本是相互竞争的好友，但因为一次朝鲜人主导的炸弹事件，导致两人反目成仇。
1939年第二次世界大戰爆發，俊殖和同伴们因马拉松比赛中被誣指涉嫌動亂，被日本陸軍充军，派遣至苏日边境参加诺门罕战役。俊殖和同伴跟隨日軍先遭遇到一名因东北戰爭而家破人亡的中國游擊隊狙擊手雪萊（范冰冰飾），雪萊被日军反制后被俘虏。此时辰雄已经成为日军大佐，他制定了一系列的自杀袭击战术，要求手下部队执行，俊殖因反对该战术而被痛殴，后和雪萊一起被判枪决死刑。夜晚，俊殖被同伴们救出后成功逃脱，众人来到河边后发现苏联装甲部队比日军提早进攻，俊殖为保护同胞返回阻止日军的行动，途中雪萊为保护俊殖犧牲。
辰雄的自杀袭击计划也没能挽救颓势，日军惨败后俊殖和辰雄二人與日軍殘部被蘇聯紅軍所俘虜，被送往位于彼尔姆远郊的一座苏联战俘营被逼劳动。沦为阶下囚的辰雄依旧深受军国主义思想影响，不愿接受战败现实，屡次顶撞苏联长官，因此被不停针对。另一方面，俊殖惊讶地发现早先到达战俘营的同胞众泰地位节节高升，已经成为管理人员，因此让战俘营中的朝鲜人地位快速升高，再也不用忍受日本人的歧视。虽然待遇提升，但是朝鲜和日本战俘的关系却日益紧张，同时众泰的冷血一面也渐渐展露，让俊殖日益不满。
朝鲜和日本战俘的矛盾终于升级为暴力，暴动中俊殖和同胞失手将辰雄曾经的副官打死。参加暴动的所有战俘均遭判死刑，却適逢德国入侵苏联，战俘营中待处决的日本战俘因此在众泰的求情下被豁免，但是全部被强行充军穿上苏联军服，以苏联红军身份再次站在前線。占有武器优势的德军对战俘火力压制，死伤数量直线上升，众泰也在战斗中中枪身亡。看到身后的苏联督战官残忍地射杀退后的战俘，辰雄终于意识到自己曾经的疯狂而开始回头。
血战后辰雄和俊殖侥幸存活，並在长途跋涉后被德意志國防軍的不同分队所俘虜，从此再次失联。三年后，身为德军东方营士兵的两人在诺曼底重聚，此时两人已经从开始的互相敌视变成互相友好，并且决定逃往瑟堡搭船，但还没来及出发，盟军便发动了登陆计划，诺曼底战役爆发。在战场上俊殖中弹身亡，临死前将自己身份名字交给辰雄，避免辰雄因日本人身份被杀。1948年7月29日至8月14日，辰雄用金俊殖身份参加英國倫敦奧運會，以圆俊植梦想，电影在辰雄的回忆中结束。

## 演员阵容

### 主要人物
- 張東健 飾演 金俊殖，马拉松运动员，朝鮮籍日本兵，原型可能为杨景锺。
- 小田切讓 飾演 長谷川辰雄，马拉松运动员，日军大佐。
- 范冰冰 飾演 ，中國女游擊隊員，狙击手，出生在海拉尔。家人被日本軍隊所殺。

### 其他人物
- 金吝勸 飾演 李众泰 / 安东，朝鮮籍日本兵，后为战俘营管理员，改忠于苏联。
- 金希沅 飾演 春福 ，朝鲜籍日本兵
- 吴泰京 飾演 廣村
- 郭正旭 飾演 明武
- 金時厚 饰演 塚本
- 千虎珍 飾演 金俊殖的父親
- 尹熙沅 飾演 孫基禎，真实人物。
- 山本太郎 飾演 野田軍曹，經常針對朝鮮籍日本兵。
- 浜田学 饰演 向井
- 鶴見辰吾 饰演 高仓
- 夏八木勲 饰演 长谷川辰雄的祖父
- 佐野史郎 饰演 长谷川辰雄的父亲
- 中村久美 饰演 长谷川辰雄的母亲
- 金仁友 饰演 山田
- 都枝寒 飾演 金俊殖（高中時期）
- 申相烨 饰演 金俊殖（童年时期）
- 小林裕吉 饰演 长谷川辰雄（高中時期）
- 成宥彬 饰演 长谷川辰雄（童年时期）
- 趙敏兒 饰演 （童年时期）
- 朴相赫 饰演 斋藤教练
- 李浩延 饰演 鼻毛选手
- 横内佑树 饰演 东洋人翻译官
- 郑宗烈 饰演 场内播音员
- 朴晟泽 饰演 日本军官
- 韩胜贤 饰演 日本记者
- 金成范 饰演 朝鲜征兵
- 李昌旭 饰演 朝鲜征兵
- 咸振成 饰演 马拉松选手
- 魏智雄 饰演 马拉松选手

### 特别出演
- 金秀路 飾演 拿麥克風的男子
- 李沇熹 飾演 ，俊殖的妹妹。
- 鄭妮可 飾演 田径联盟记者会接待员
- 梁珍錫 飾演 连会长
- 白竜 飾演 联盟总裁

## 製作
導演姜帝圭此前執導過《生死諜變》及《太極旗飄揚》兩部賣座戰爭電影，相隔七年後再執導筒。製作費共二百八十億韓圜，共花費十個月時間拍攝。本片為2011年度釜山國際電影節作品。
導演稱本電影劇情均為虛構，但製作初衷源於部份在二次大戰後被當時盟軍攝影師捕捉到德軍中亞裔俘虜的照片，其中比較著名如楊景鍾被俘的照片。史實上的確有少部份亞裔士兵，包括數量不明的日本帝國陸軍純日籍士兵及朝鮮籍日本兵，又或是來自中國的國民政府軍士兵，歷經多番被俘後從蘇日國界戰爭或中日戰場至蘇德戰爭直至諾曼第戰役後依然存活下來。本片基於這一史實，刻劃描寫兩名分別日籍韓裔及日裔士兵在這種時代背景下為生存而奮鬥的故事。

## 奖项荣誉
| 年份   | 颁奖礼          | 奖项     | 入围者 | 结果 |
| ------ | --------------- | -------- | ------ | ---- |
| 2012年 | 第3届年度電影獎 | 最佳配角 | 金吝勸 | 獲獎 |

## 外部連結
- 電影官方網站
- 登陸之日的Facebook專頁（中文）
- Daum上《登陸之日》的資料

- 韩国电影数据库（KMDb）上《登陸之日》的資料
- 互联网电影数据库（IMDb）上《登陸之日》的资料（英文）
- 豆瓣电影上《登陸之日》的資料 （简体中文）
- Yahoo奇摩電影上《登陸之日》的資料（繁體中文）
- 開眼電影網上《登陸之日》的資料（繁體中文）
- Box Office Mojo上《登陸之日》的資料（英文）
- 爛番茄上《登陸之日》的資料（英文）